# Масунга
Масу́нга или Масунгас (англ. Masunga) — небольшой городок на северо-востоке Ботсваны, административный центр Северо-Восточного округа. Входит в состав Северо-Восточного субокруга. Население по данным на 2012 год составляет 6008 человек; по данным переписи 2011 года оно насчитывало 5696 человек.
В отличие от остальной части Ботсваны, где почти всё население говорит на языке тсвана, на территории Северо-Восточного округа говорят на языке каланга. Каланга является родственным языку шона, который широко распространён в соседнем Зимбабве.